# 이자나미

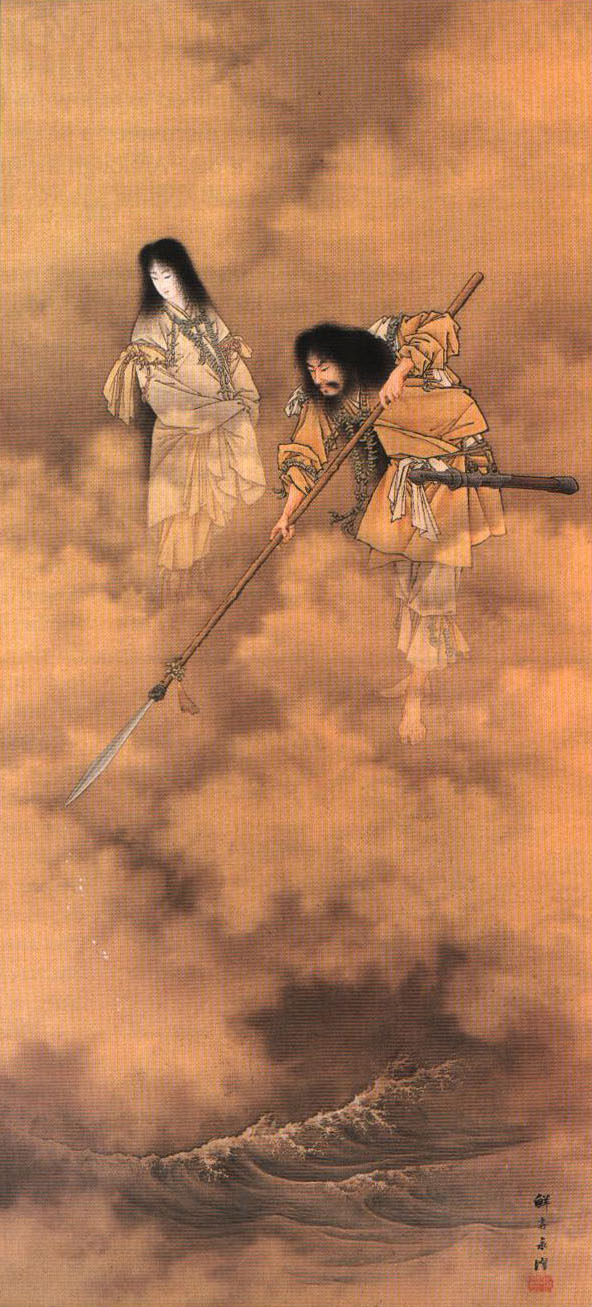
이자나미와 이자나기

이자나미노미코토(일본어: 伊弉冉、伊邪那美、伊弉弥)는 일본 신화에 등장하는 여성 신이다. 《고사기》 등으로 전해지는 신화에 따르면, 이자나미는 남신 이자나기의 아내로 이자나기와 함께 아키쓰시마를 이루는 여러 신들을 낳았다. 그러나 불의 신 가쿠즈치를 낳다가 화상을 입어 저승으로 가게 되었다. 이자나기는 이자나미를 살리기 위해 저승으로 내려갔다가 이자나미의 추해진 모습을 보고 놀라 도망쳤다고 전해진다.
이후, 이자나미는 저승 땅을 관장하는 신으로 모셔지게 되었다.
이종항, 사와다요타로(沢田洋太郎) 등의 학자들은 대가야의 시조 '이진아시'와 동일 인물이라고 주장하였다.

## 같이 보기
- 이자나기
- 고사기
- 일본서기